# ドルビーサラウンド7.1
ドルビーサラウンド7.1（Dolby Surround 7.1）とはドルビーラボラトリーズ（Dolby Laboratories, Inc.）が開発した。
8チャンネルのディスクリート音声を使用し、5.1ch音声に新しい2つの独立チャンネルを追加した7.1chサラウンド音声。3D映画に対応。
トイ・ストーリー3は、ドルビーラボラトリーズが2010年3月に新たに発表した「ドルビーサラウンド7.1」を初めて導入した作品である。

## 日本における主な導入劇場
シネマコンプレックス
- T・ジョイ
  - 新宿バルト9
  - T-JOYプリンス品川
  - 横浜ブルク13
  - こうのすシネマ
  - 広島バルト11
  - その他、運営する全劇場に導入
- TOHOシネマズ
  - TOHOシネマズ新宿
  - TOHOシネマズ渋谷
  - TOHOシネマズ府中
  - TOHOシネマズ南大沢
  - TOHOシネマズはません
- MOVIX
  - 新宿ピカデリー
  - 丸の内ピカデリー
  - MOVIX橋本
  - MOVIX伊勢崎
- コロナワールド
  - 中川コロナシネマワールド
- シネマサンシャイン
- 109シネマズ
- イオンシネマ
- J-MAXシアター
- シネマ太陽帯広
- シネマ太陽函館

## 主な採用作品
洋画
- 美女と野獣(1991年 ゲイリー・トゥルースデイル&カーク・ワイズ共同監督）（3D版は2010年公開）
- ジュラシック・パーク(1993年 スティーヴン・スピルバーグ監督）（3D版は2013年公開）
- ライオン・キング(1994年 ロジャー・アレーズ&ロブ・ミンコフ共同監督）（3D版は2011年公開）
- モンスターズ・インク(2001年 ピート・ドクター監督) （3D版は2012年公開）
- ファインディング・ニモ(2003年 アンドリュー・スタントン監督) （3D版は2012年公開）
- トイ・ストーリー3(2010年 リー・アンクリッチ監督)
- 塔の上のラプンツェル(2010年 ネイサン・グレノ&バイロン・ハワード共同監督)
- マイティ・ソー(2011年 ケネス・ブラナー監督)
- パイレーツ・オブ・カリビアン/生命の泉(2011年 ロブ・マーシャル監督)
- カーズ2(2011年 ジョン・ラセター監督)
- トランスフォーマー/ダークサイド・ムーン(2011年 マイケル・ベイ監督)
- キャプテン・アメリカ/ザ・ファースト・アベンジャー(2011年 ジョー・ジョンストン監督)
- ザ・マペッツ(2011年 ジェームズ・ボビン監督）
- ミッション:インポッシブル/ゴースト・プロトコル(2011年 ブラッド・バード監督）
- アベンジャーズ(2012年 ジョス・ウェドン監督）
- メリダとおそろしの森(2012年 マーク・アンドリュース&ブレンダ・チャップマン監督) ※ドルビーアトモス初採用作品
- シュガー・ラッシュ(2012年 リッチ・ムーア監督）
- ホビット 思いがけない冒険(2012年 ピーター・ジャクソン監督)
- ダイ・ハード/ラスト・デイ(2013年 ジョン・ムーア監督）
- アイアンマン3(2013年 シェーン・ブラック監督）
- スター・トレック イントゥ・ダークネス(2013年 J・J・エイブラムス監督）
- マン・オブ・スティール(2013年 ザック・スナイダー監督）
- モンスターズ・ユニバーシティ(2013年 ダン・スキャンロン監督）
- ローン・レンジャー(2013年 ゴア・ヴァービンスキー監督）
- マイティ・ソー/ダーク・ワールド(2013年 アラン・テイラー監督)
- アナと雪の女王(2013年 クリス・バック&ジェニファー・リー共同監督）

邦画
- 図書館戦争 THE LAST MISSION(2015年 佐藤信介監督)
- ドラえもん 新・のび太の日本誕生(tv asahi movie 2016年 八鍬新之介監督)
- 真田十勇士(2016年 堤幸彦監督)
- ドラえもん のび太の南極カチコチ大冒険(tv asahi movie 小学館創業95周年記念作品 月刊コロコロコミック創刊40周年記念作品 2017年 高橋敦史監督)
- 関ヶ原(2017年 原田眞人監督)
- 散歩する侵略者(2017年 黒沢清監督)
- 亜人(2017年 本広克行監督)
- ドラえもん のび太の宝島(tv asahi movie 2018年 今井一暁監督)
- OVER DRIVE(2018年 羽住英一郎監督)
- 来る (PG12)(2018年 中島哲也監督)
- ドラえもん のび太の月面探査記(tv asahi movie tv asahi開局60周年記念作品 2019年 八鍬新之介監督)
- ドラえもん のび太の新恐竜(tv asahi movie ドラえもん生誕50周年記念作品 2020年 今井一暁監督)